# Klaus Dauven
Klaus Dauven (* 6. Juni 1966 in Düren) ist ein deutscher Künstler, Kunstpädagoge und Lehrer an der Gesamtschule Langerwehe.

## Leben und Werk
Klaus Dauven studierte unter anderem an der Kunstakademie Düsseldorf bei Klaus Rinke, an der Kunstakademie Münster bei Joachim Bandau und war Meisterschüler von Ingrid Roscheck und Gunther Keusen. Als Gaststudent besuchte er die École des Beaux-Arts in Aix-en-Provence und das Frans Masereel Centrum in Kasterlee.
Die Besonderheit seiner Arbeit liegt darin, dass er nicht mit dem Hinzufügen von etwas an etwas arbeitet (Farbe auf Leinwand, Ton an Plastik), sondern nur abträgt, um Bilder zu erzeugen. Klaus Dauven ist Lehrer und unterrichtet unter anderem die Fächer Französisch und Kunst an der Gesamtschule Langerwehe. 
Im Jahr 2007 bearbeitete er die Staumauer der Oleftalsperre mit Hochdruckreinigern derart, dass ein gigantisches Bild entstand. Am Matsudagawa-Staudamm in der Nähe der japanischen Stadt Ashikaga schuf er 2008 mit Hochdruckreinigern das Werk „Hanazakari“.
2012 schaffte Dauven die monumentale Panoramazeichnung „Fisch-Reich“ an der Talsperre Eibenstock im Erzgebirge. Die „Leinwand“ war 307,5 m breit und 57 m hoch. Ein weiteres Kunstwerk wurde für 2012 in Korea ausgeführt. Am 13. Juli 2013 zeichnete er auf das Betonsilo in Vettweiß im Rahmen der Kreiskulturtage mehrere Ähren. Dauven konturierte ein Reverse-Graffiti des Schriftstellers B. Traven im Mai 2014 auf eine Scheunenwand in Simonskall, gegenüber der Kremer-Mühle, wo B. Traven unter dem Pseudonym Ret Marut mit seiner Familie nach der Flucht aus München Unterschlupf fand.
Dauven lebt mit seiner Familie in Boich bei Kreuzau.

## Auszeichnungen
- 1994: Förderpreis der Fördergesellschaft der Kunstakademie Münster
- 1995: Joseph-und-Anna-Fassbender-Preis der Stadt Brühl
- 1998: Kunstpreis der Stadt Düren
- 2013: Kunstpreis des Kreises Düren[4]

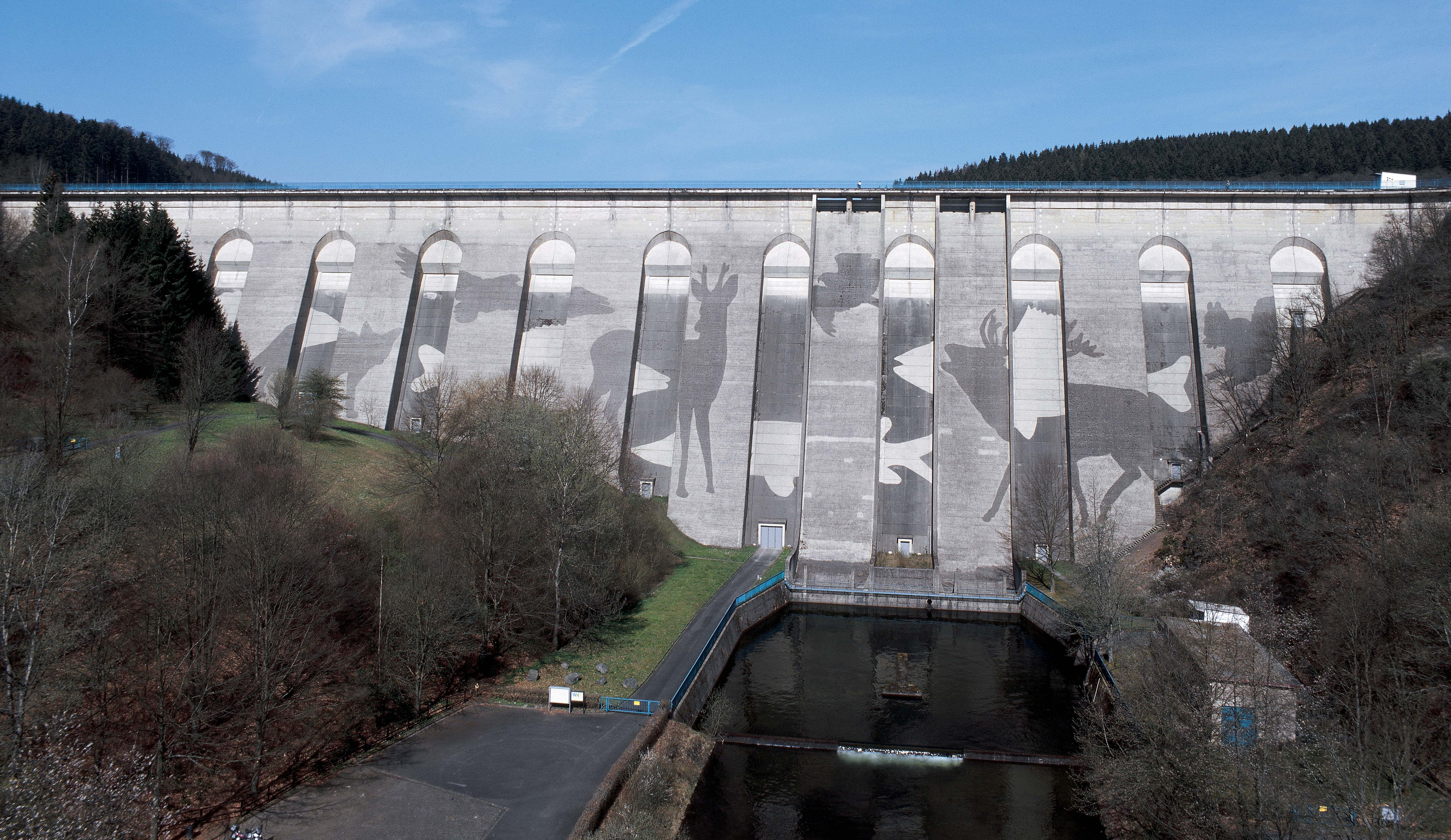
Wild-Wechsel, Oleftalsperre, 2007 Foto: Max Busch
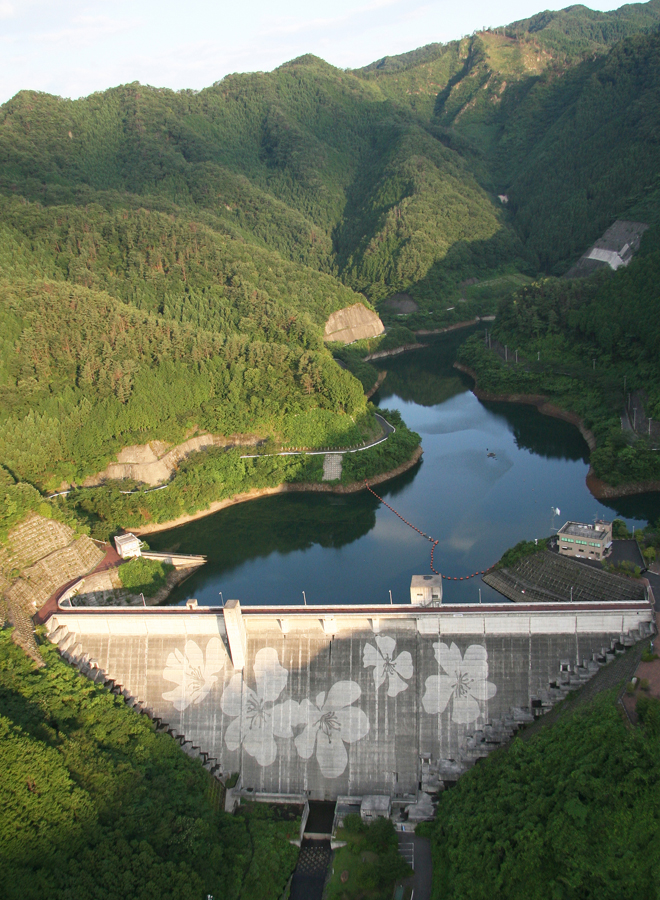
Hanazakari, Matsudagawa-Staudamm, Japan, 2008
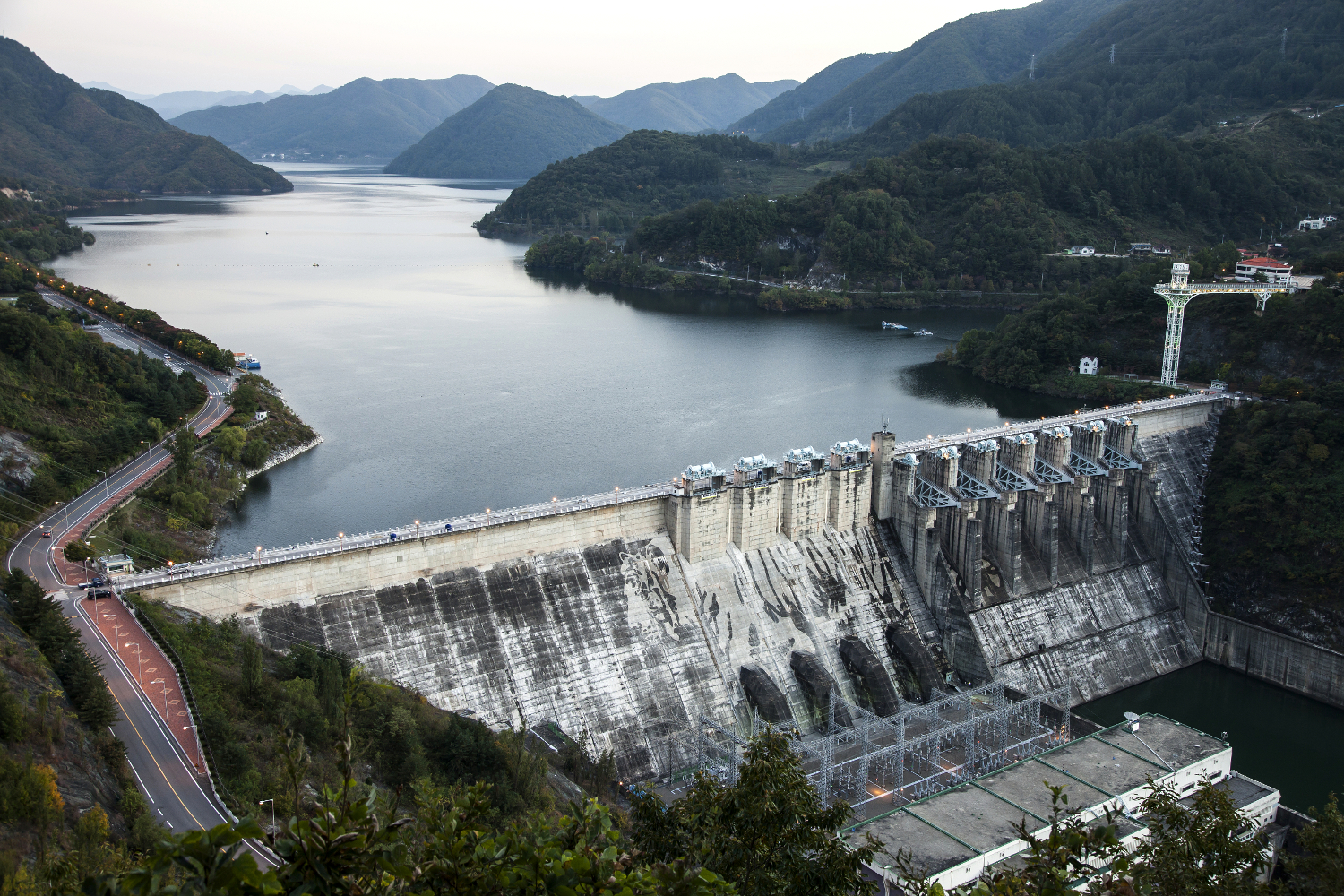
Horang-ee (Tiger), Chung-Ju-Staudamm, Korea, 2012
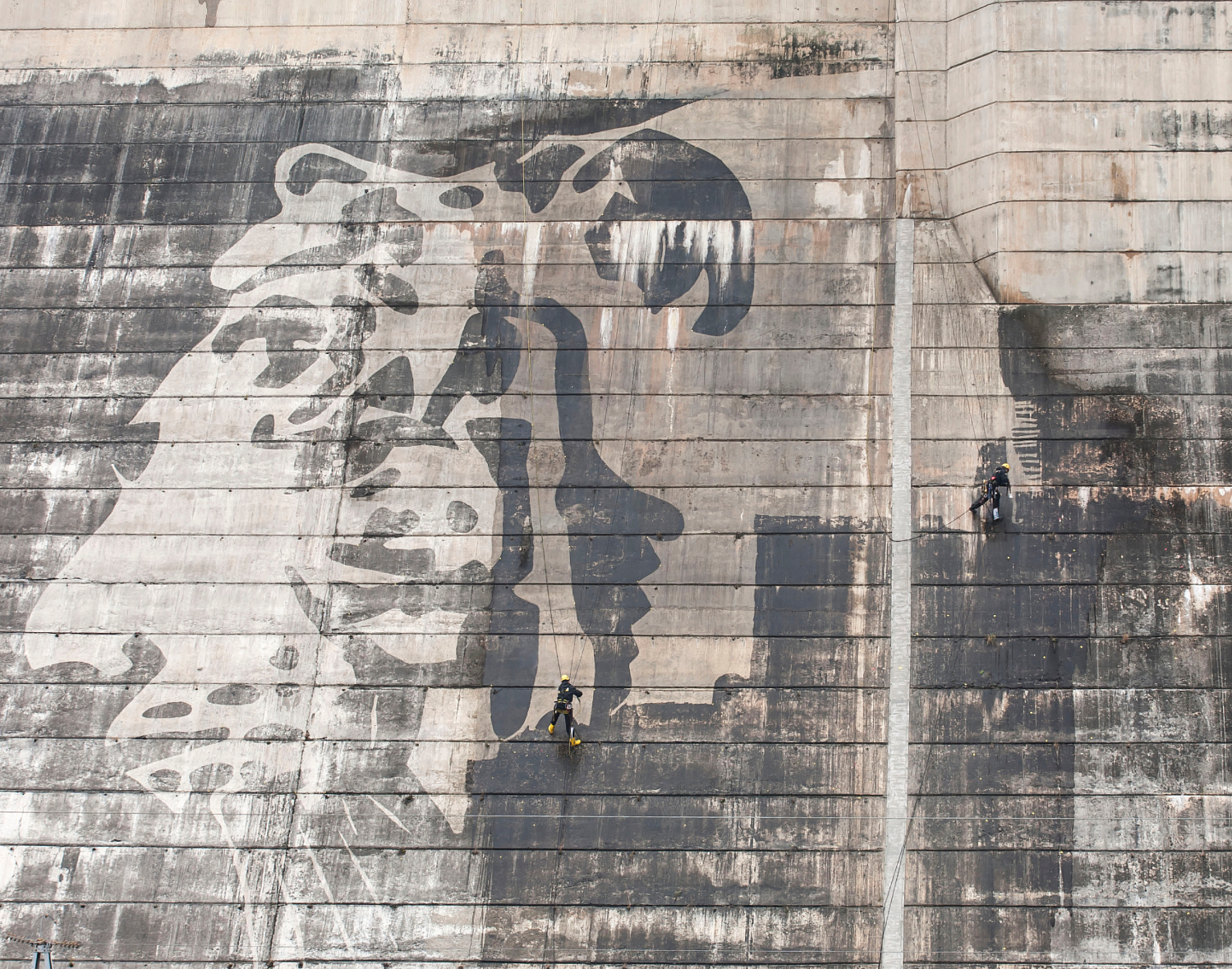
Horang-ee, Detail work in progress
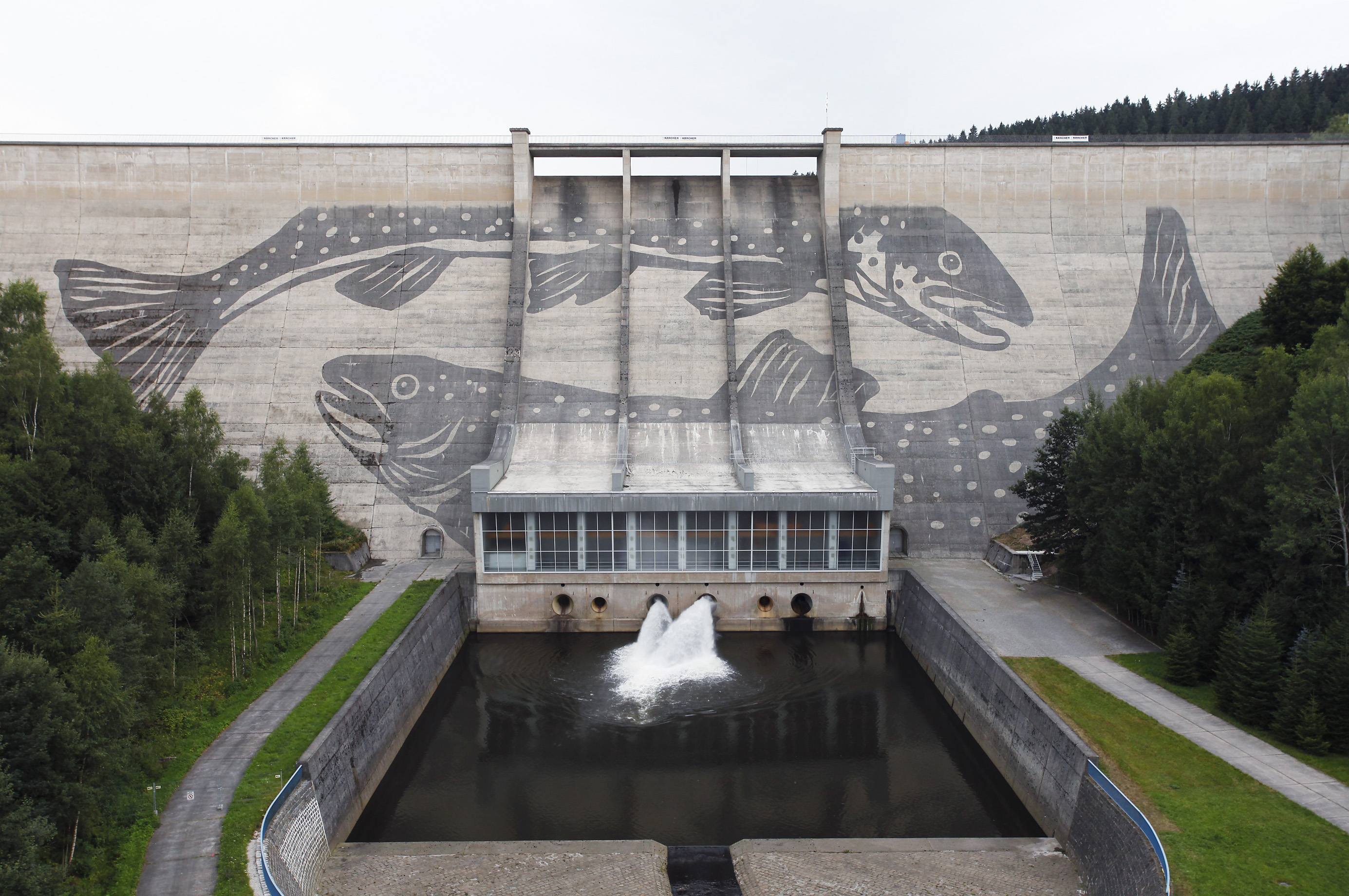
Fisch-Reich, Talsperre Eibenstock, 2012 Foto: Bernd Nörig
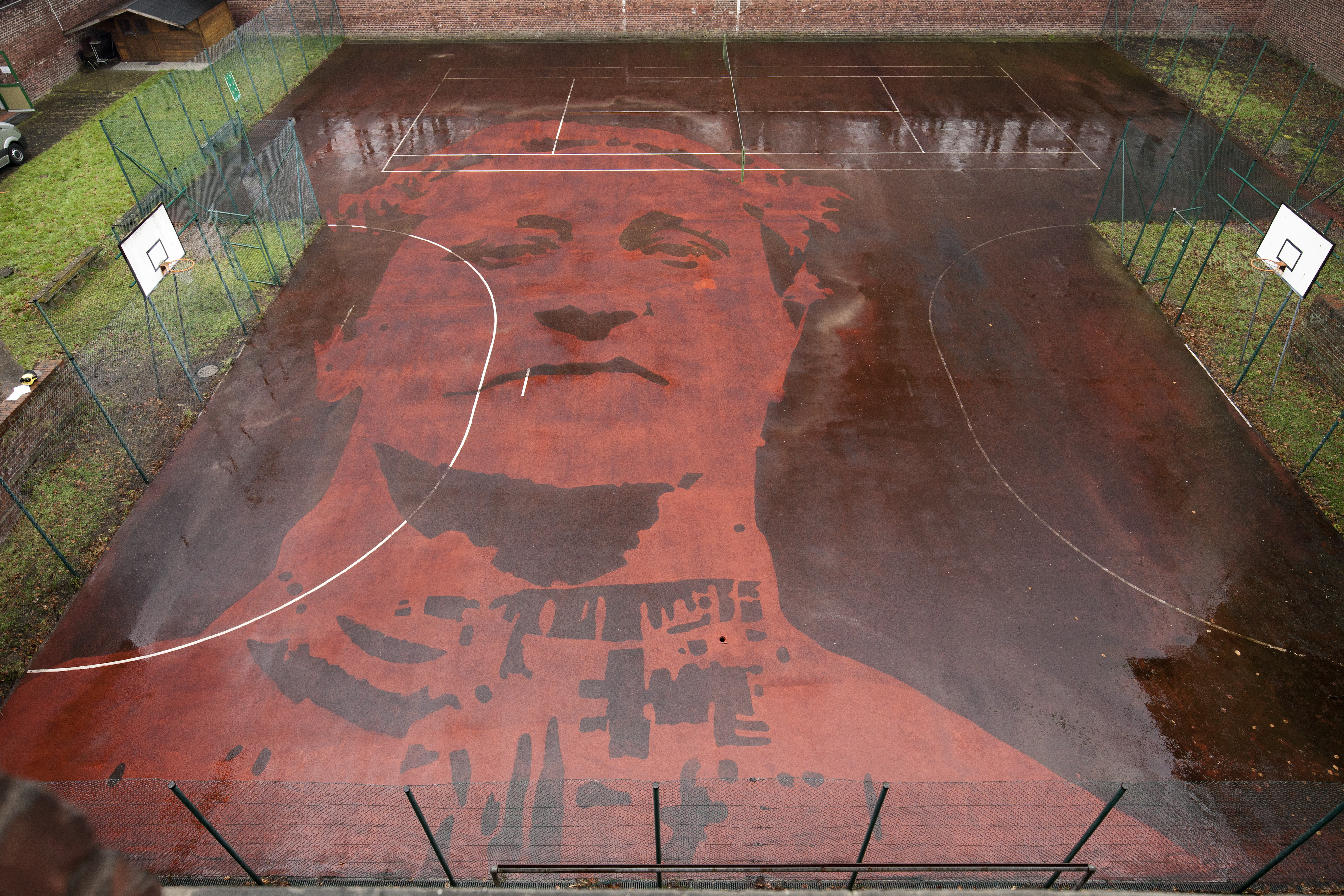
Zeichnung Haus 5, LVR-Klinik, Düren, 2016 Foto: Bernd Nörig
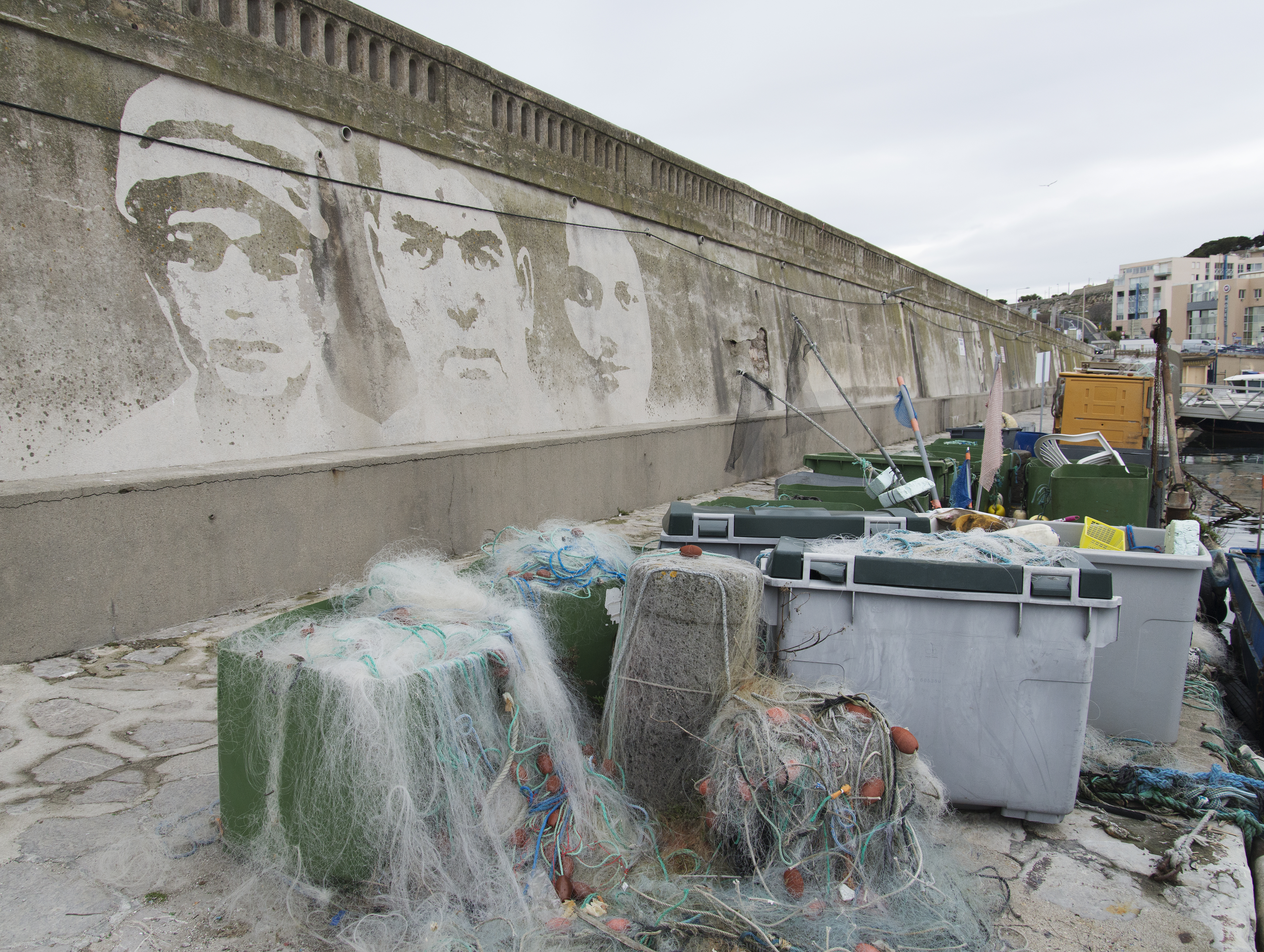
Les Gens (Detail), Sète, Frankreich, 2018
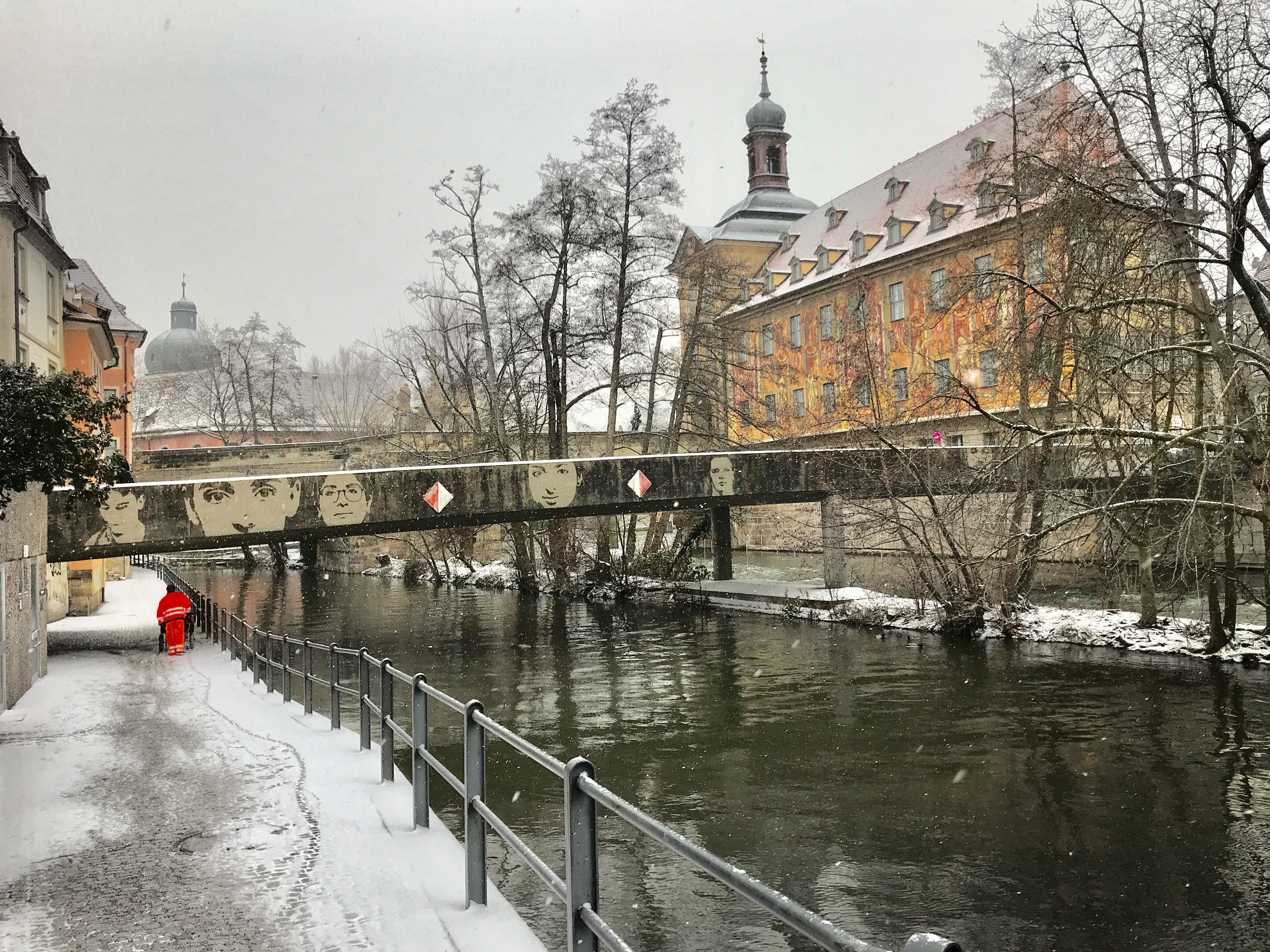
Angesichter (Detail), Untere Brücke, Bamberg, 2018 Foto: David Franck
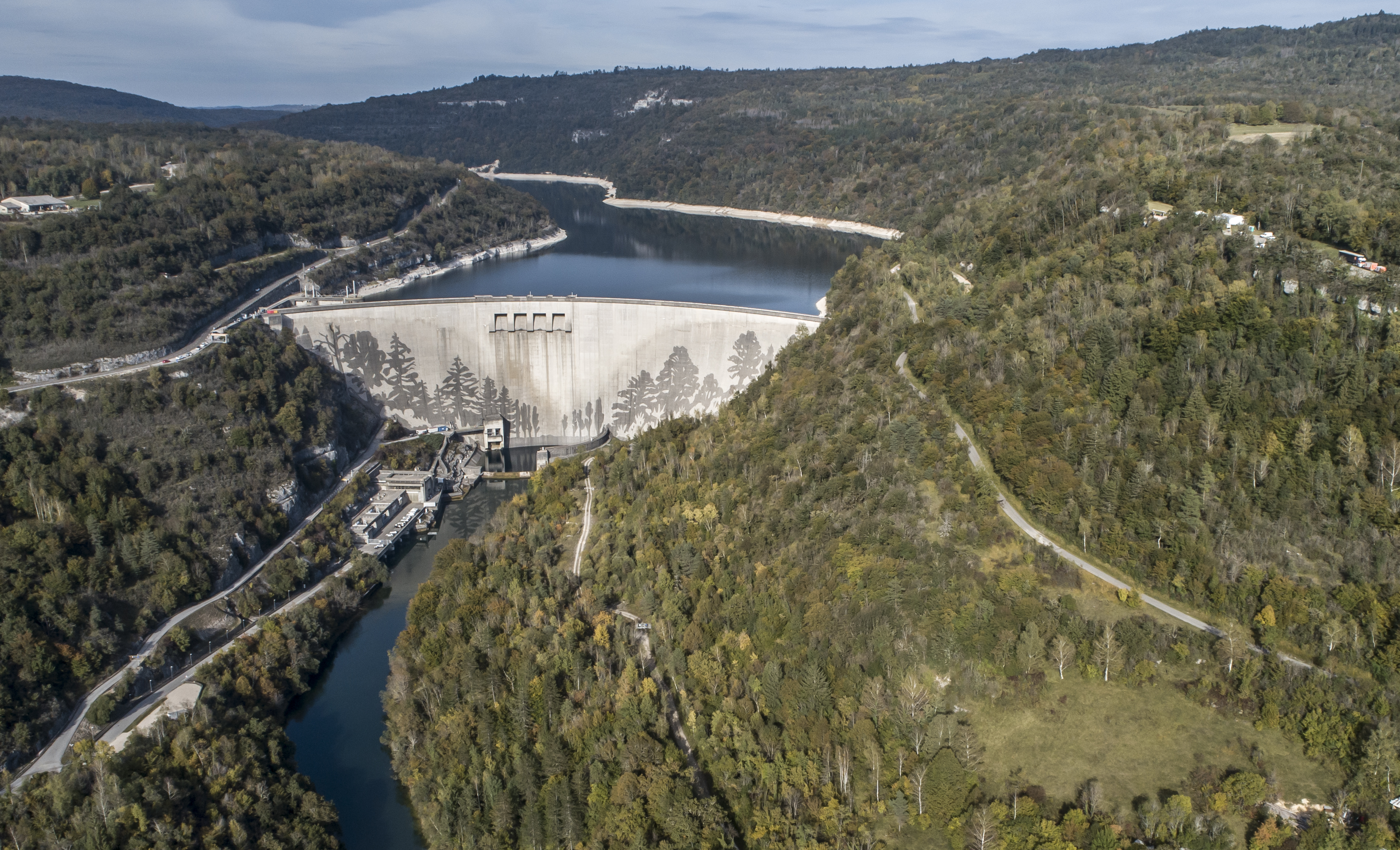
La Forêt, barrage de Vouglans, Frankreich, 2021 Foto: David Franck
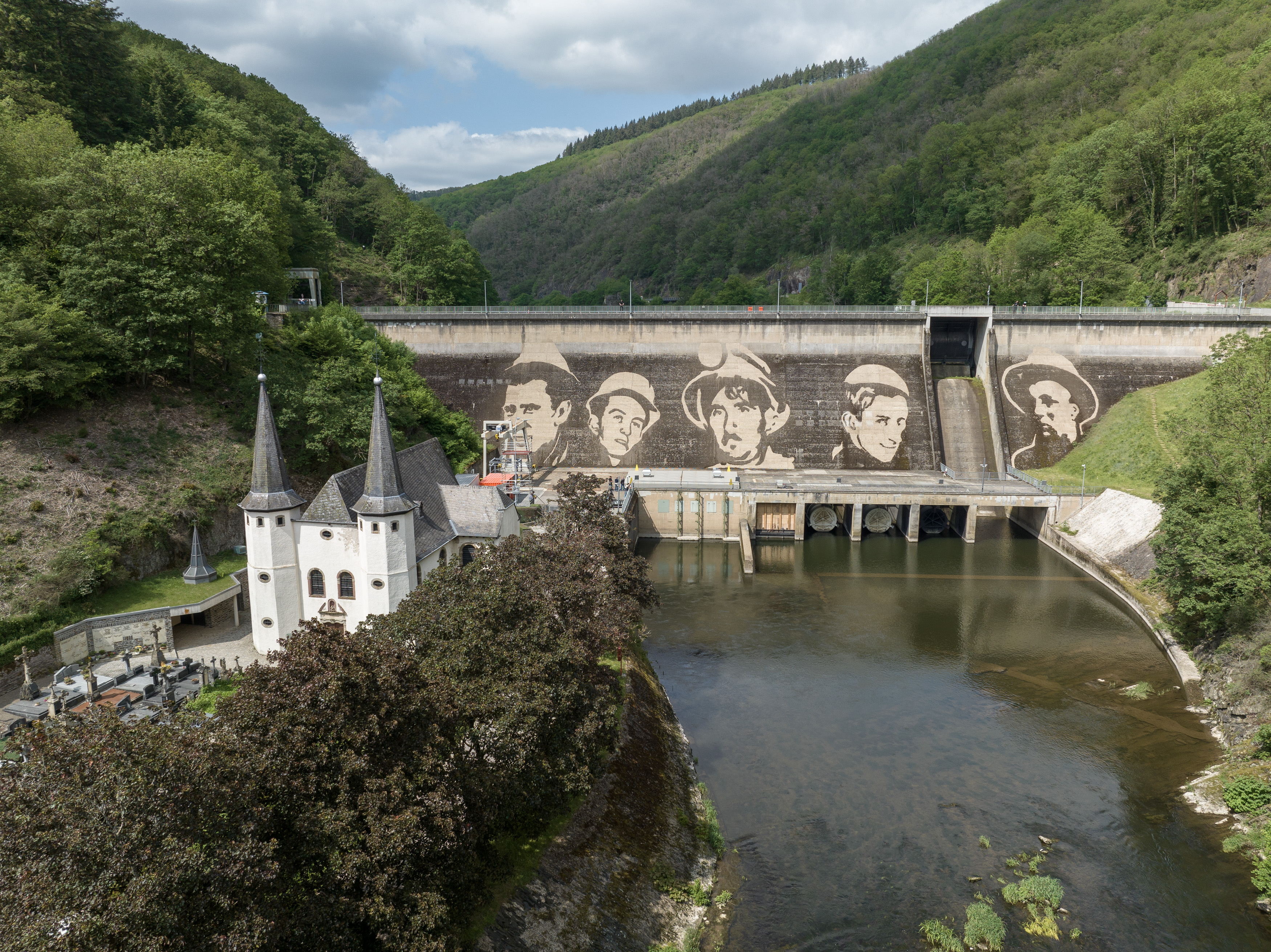
La Mémoire, Vianden, Luxemburg, Foto: David Franck
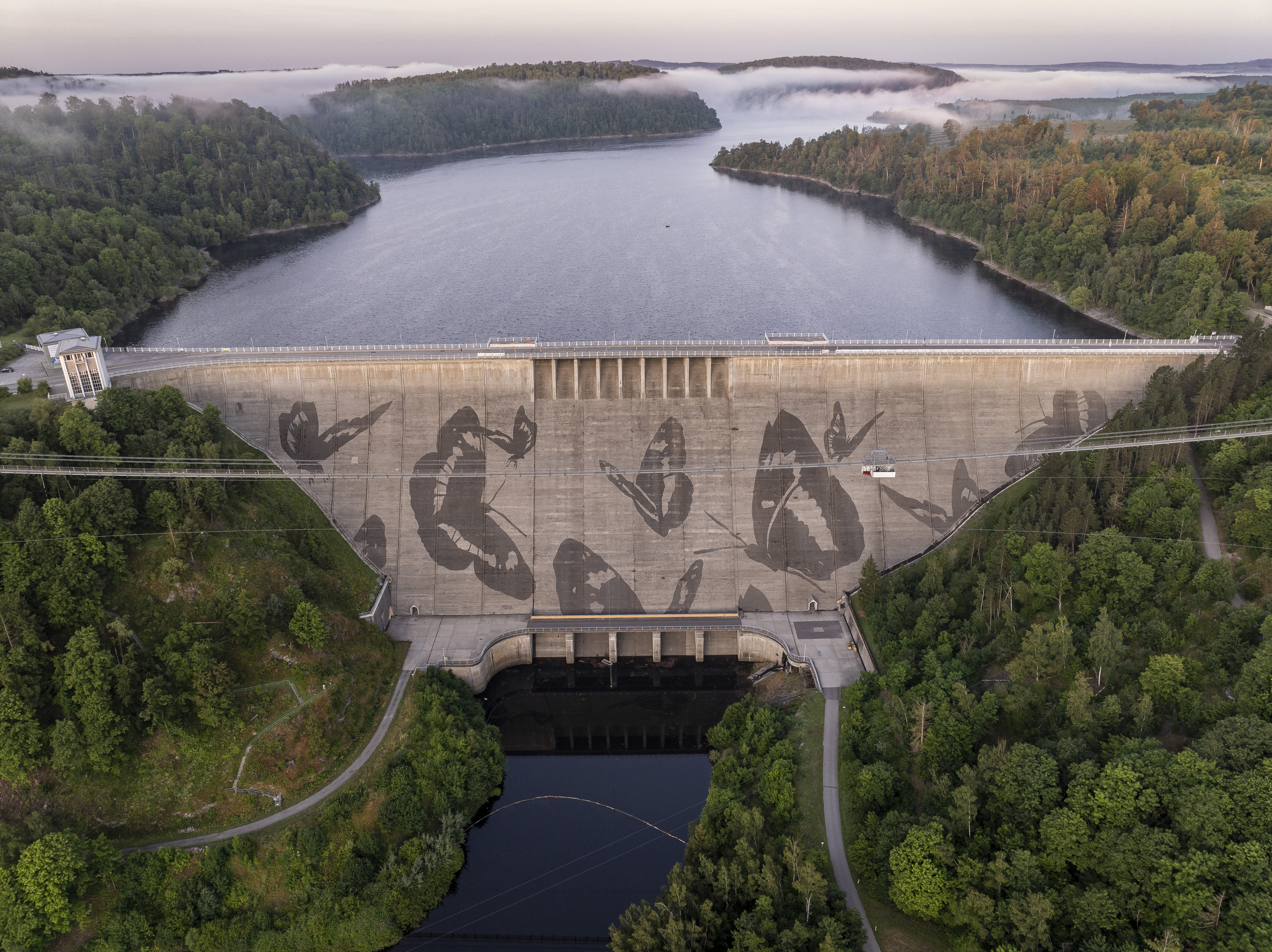
Schmetterlinge, Rappbodetalsperre, Harz, 2024 Foto: David Franck